# Little Bollington
Little Bollington è un villaggio e parrocchia civile dell'Inghilterra, appartenente alla contea del Cheshire.